# Rudna vas
Rudna vas – wieś w Słowenii, w gminie Radeče. W 2018 roku liczyła 20 mieszkańców.